# Sid L'Mokhtar
Sid L Mokhtar (en arabe : سيد المختار) est une ville du Maroc. Elle est située dans la région de Marrakech-Safi.

## Personnalités liées à la commune
- Mohamed Louafa, homme politique marocain.